# Robert Jenko
Robert Jenko, né le 15 avril 1990 à Kranj, est un coureur cycliste slovène.

## Palmarès et résultats

### Palmarès par année
- 2012
  - 3e de Banja Luka-Belgrade I
- 2015
  - Memorijal Stjepan Grgac
- 2017
  - Tour of Vojvodina I
  - 2e de Belgrade-Banja Luka I
- 2021
  - 3e du championnat de Slovénie de vitesse par équipes

### Classements mondiaux
| Année           | 2012 | 2013 | 2014 | 2015 | 2016   | 2017 |
| --------------- | ---- | ---- | ---- | ---- | ------ | ---- |
| UCI Europe Tour | 409e |      |      | 520e | 1 645e | 854e |